# Roodrugstekelkruin
De roodrugstekelkruin (Phacellodomus dorsalis) is een zangvogel uit de familie Furnariidae (ovenvogels).

## Verspreiding en leefgebied
Deze soort is endemisch in noordelijk Peru.

## Status
De grootte van de populatie wordt geschat op 6000-15.000 volwassen vogels. De trend is licht negatief en omdat deze soort een erg klein verspreidingsgebied heeft is op de Rode lijst van de IUCN de status gevoelig.